# Aghori

## Aghori (Verska sekta)
Aghori so indijska sekta, ki živi ob reki Gangnes. Podnevi jih pogosto najdemo na ulicah, ponoči pa prespijo kar na pokopališčih, kjer si postavljajo manjše šotore. Na svetu jih je le še približno 70 tisoč.

#### Izgled
Oblečeni so bolj malokrat, večinoma so kar nagi. Če so pa oblečeni, so oviti v ogrinjala, v katera so bila prej ovita trupla. Lase imajo zavite v drede, to so dolgi prepleteni lasje. Pogosto nosijo tudi nakit, izdelan iz človeških kosti, namazani pa so s pepelom, ki ga dobijo s sežiganjem človeških trupel. Na čelu imajo z rdečo barvo narisano veliko piko, ki je znak pripadnosti bogu Šivi.

#### Prehrana
Tudi njihova prehrana je nekaj posebnega. Med posebnimi obredi pijejo alkohol in kadijo marihuano. Alkohol pijejo iz posebnih posod, narejenih iz človeških lobanj. Med njihovo prehrano spada tudi človeško meso. To je lahko pečeno ali surovo, dobijo pa ga iz trupel, ki jih naplavi ob reki Gangnes ali z žrtvovanjem katerega izmed njih. Vsak Aghor lahko v življenju žrtvuje največ 7 ljudi. Jedo tudi živalsko meso, gnijoče odpadke, tako živalske kot človeške iztrebke, pokvarjeno hrano, pijejo pa celo urin.

#### Izobrazba
Šol nimajo, vse česar se naučijo, se naučijo od starejših Aghorov imenovanih Babe, na posebnih treningih in preizkušnjah. Večina Aghorov govori jezik imenovan Hindijščina, pojavljajo pa se tudi jeziki kot so Bhojpuri, Dhundari, Marwari in tako dalje.

#### Prazniki
Praznujejo tudi poseben praznik, imenovan Kumbh Mela, ki ga praznujejo vsaka 3 leta. Gre za 104 dni trajajoč proces, ki sega udeleži okoli 10 milijonov Hindujskih vernikov, med katerimi so tudi Aghori in velja za največji verski festival na svetu. Takrat si v reki Gangnes privoščijo tako imenovano cesarsko kopel, ki jih očisti vseh grehov in napak. Obvezen del njihovega vsakdana pa je tudi joga, ki pa se ne priznava kot šport, ampak kot duhovno pot, rast in napredek na vseh področjih s pomočjo telesne vadbe.

#### Verovanje (Hinduizem)
Njihov bog Šiva je zelo skrivnosten. Verovanje vanj imenujemo Hinduizem. Aghori naj bi se prehranjevanjem s človeškim mesom približali bogu, na vsakega človeka pa gledajo kot na mrtvo truplo s čustvi. Meditirajo med polnočjo in drugo uro zjutraj ob reki Gangnes, ki je zanje sveta reka. To naj bi jih spravilo v stanje višje zavesti. Šiva pa občasno zahteva tudi spolne odnose s človeškimi trupli. Ti so neverjetno intenzivni. Aghori so med ljudmi zelo cenjeni ter veljajo za čudodelce in zdravilce z nadnaravnimi močmi. 